# Prvić (Krk)
Prvić (také Parvić v čakavském dialektu; italsky Pervicchio) je neobydlený ostrov v chorvatské části Jaderského moře, který se nachází v Kvarnerském zálivu. Je to největší z tzv. senjských ostrovů, což je skupina menších ostrovů a ostrůvků nacházející se u pobřeží pevninského města Senj, ležící mezi většími ostrovy Krk a Rab. Dalšími významnými senjskými ostrovy jsou Sveti Grgur a Goli Otok, společně s množstvím ostrůvků a skal, které jsou neobydlené. Ostrov Prvić má rozlohu 12,76 km², což z něj činí největší neobydlený chorvatský ostrov a celkově 30. největší ostrov v Chorvatsku.

## Geografie
Prvić se nachází jihovýchodně od Krku, je od něj oddělen 800 m širokou Senjskou pasáží (Senjska vrata) a je považován za součást stejného geomorfologického tvaru jako kopec Obzova, nejvyšší vrchol Krku (578 metrů nad mořem). Nejbližší přístav od Prviće je Sveti Juraj. Samotný ostrov je dlouhý 7,4 km. Jeho nejzápadnější bod se nazývá Debeli Art a jeho nejsevernější bod je mys Brezonjin, kde se nachází automatický maják Stražica.
Tři kilometry jihozápadně od Prviće leží ostrov Sveti Grgur (neboli Svatý Řehoř), od Prviče je oddělen Grgurovským kanálem. Tři kilometry na jih od nejjižnějšího bodu Prviće, mysu Šilo, se nachází Goli otok. Stejně jako Prvić je Sveti Grgur i Goli otok neobýván.
Nejvyšším vrcholem Prviće je Šipovac (357 metrů nad mořem). Ačkoli většina ostrova je nepřístupná, neboť jeho pobřežní oblasti jsou tvořeny strmými neúrodnými útesy vysokými 250–300 m, je západní část ostrova, kde se nachází maják Stražica přístupná. Západní strana má také několik zátok, které jsou vhodné pro plavce a poblíž pláže zvané Njivice na jihozápadní části ostrova byly nalezeny pozůstatky středověkého osídlení, které vlastnili Frankopani. Moře kolem ostrova je v průměru 70–90 metrů hluboké, přičemž nejhlubší bod je u mysu Šilo, kde byla zaznamenána hloubka 107 metrů.